# 走马镇 (资中县)
走马镇，是中华人民共和国四川省内江市资中县曾经下辖的一个镇。2019年12月，撤销走马镇，将其所属行政区域划归高楼镇管辖。

## 行政区划
走马镇撤销前下辖以下地区：
走马场社区、钟家祠村、张家嘴村、庙湾村、叶家花园村、陈家坪村、乌龟山村、打锣山村、令牌石村、坳堰塘村、花树湾村、漂井坳村、瓦子坳村、吊脚楼村、九龙眼村、东溪湾村、帽角山村、泡桐湾村、石方碑村、东岳庙村、新合村、走马扁村和三官堂村。